# یاکوولف یاک-۱۳۰
یاکوولف یاک-۱۳۰ (به انگلیسی: Yakovlev Yak-130)، (در ناتو: Mitten) یک جت آموزش پیشرفته و جنگنده سبک فروصوت دو صندلی است که در اصل با نام یاک/ای‌ئی‌ام-۱۳۰ توسط یاکوولف و اروماکی طراحی شده‌است. در طراحی آن توانایی‌های بالقوه جنگنده سبک در نظر گرفته شده‌است. توسعه این هواپیما در ۱۹۹۱ آغاز و اولین پروازش در ۲۵ آوریل ۱۹۹۶ انجام شد. در سال ۲۰۰۲، این هواپیما برنده مناقصه دولت روسیه برای خرید هواپیمای آموزشی شد و در سال ۲۰۱۰ اولین سری از یاک‌های ۱۳۰ تحویل نیروی هوایی روسیه شد. به‌عنوان یک جت آموزشی پیشرفته، یاک-۱۳۰ می‌تواند شبیه‌ساز مشخصات جنگنده‌های نسل ۴+ و همچنین نسل ۵ همچون سوخو-۵۷ باشد. یاک-۱۳۰ قادر به انجام تهاجم سبک و انجام وظایف شناسایی است و می‌تواند در ماموریت‌های رزمی ۳۰۰۰ کیلوگرم مهمات حمل کند.
قیمت هر فروند از این هواپیما ۷ میلیون دلار برای مصرف داخلی روسیه تمام می‌شود و قیمت نهایی نسخه صادراتی آن ۱۵ میلیون دلار به ازای هر فروند می‌باشد.

## توسعه

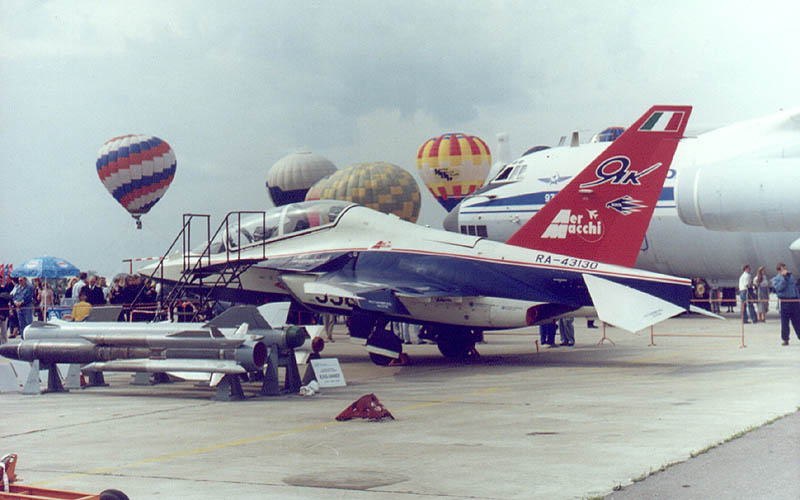
یاک-۱۳۰ در فرودگاه ژوکوفسکی، ۱۹۹۹

در اوایل دهه ۱۹۹۰، دولت اتحاد جماهیر شوروی از صنعت هوایی درخواست کرد تا یک هواپیمای جدید برای جایگزینی هواپیماهای آموزشی جت ائرو ال-۲۹ دلفین و آئرو ال-۳۹ آلباتروس ساخت چک توسعه دهد. پنج دفتر طراحی پیشنهاداتی را ارائه کردند. از جمله آنها می‌توان به سوخو S-54، میاسیشف M-200، میگ-ای‌تی و یاکوولف Yak-UTS اشاره کرد. در سال ۱۹۹۱، پیشنهادات دیگر کنار گذاشته شد و تنها میگ ای‌تی و یاک-یوتی‌سی باقی ماندند. نیروی هوایی روسیه تازه استقلال یافته تخمین زد که نیاز آن حدود ۱۰۰۰ هواپیما خواهد بود.
توسعه یاک-یوتی‌سی در سال ۱۹۹۱ آغاز شد و کار طراحی آن تا سپتامبر به پایان رسید. اما با فروپاشی اتحاد جماهیر شوروی، یاکولف مجبور شد به دنبال یک شریک خارجی باشد. در سال ۱۹۹۳ با شرکت ایتالیایی اروماکی برای توسعه مشترک این هواپیما که اکنون به Yak/AEM-130 تبدیل شده‌بود، به توافق رسیدند. شرکت ایتالیایی Aermacchi مسئول پشتیبانی مالی و فنی پروژه تعیین گردید. نخستین نمونه اولیه با نام یاک-130D توسط سوکول در نیژنی نووگورود روسیه ساخته شد و در ژوئن ۱۹۹۵ به‌طور عمومی رونمایی گردید، این هواپیما اولین پرواز خود را در ۲۵ آوریل ۱۹۹۶ از فرودگاه ژوکوفسکی به دست آندری سینیتسین، خلبان آزمایشی یاکولف انجام داد.
در سال ۲۰۰۰، بروز اختلاف در اولویت‌بندی‌ها بین دو شرکت باعث پایان دادن به شراکت‌شان شد و هر کدام به‌طور مستقل هواپیما را توسعه دادند. نسخه ایتالیایی آلنیا آئرماچی ام-۳۴۶ مستر نام گرفت. یاکولف ۷۷ میلیون دلار آمریکا را دریافت کرد تا اسناد فنی هواپیما را در اختیار طرف ایتالیایی قرار دهد. یاکولف می‌تواند این هواپیما را به کشورهایی مانند کشورهای مشترک المنافع، هند، اسلواکی و الجزایر بفروشد. Aermacchi می‌تواند آن را به کشورهای ناتو نیز بفروشد.
در مارس ۲۰۰۲، فرمانده کل قوا ولادیمیر میخائیلوف گفت که یاک-۱۳۰ و MiG-AT به عنوان پرنده‌های آموزشی جدید نیروی هوایی روسیه انتخاب شده‌اند. با این حال گفته می‌شود که یاک-۱۳۰ برتر است زیرا می‌تواند نقش دوگانه یک جت آموزشی و جنگی را ایفا کند. در ۱۰ آوریل ۲۰۰۲، اعلام شد که یاک-۱۳۰ به عنوان برنده مناقصه هواپیمای آموزشی برای آموزش خلبانی مقدماتی و پیشرفته انتخاب شده‌است و میگ-AT را شکست داد. تا آن زمان، نیروی هوایی روسیه ۱۰ فروند یاک-۱۳۰ سفارش داده بود و کل هزینه تحقیق و توسعه، که شامل ساخت و آزمایش چهار هواپیمای پیش تولید می‌شد، بالغ بر ۲۰۰ میلیون دلار بود که ۸۴ درصد آن توسط یاکولف و بقیه توسط دولت روسیه تأمین مالی گردید. با این حال، گزارش شد که تا اوایل سال ۱۹۹۶ بالغ بر ۵۰۰ میلیون دلار هزینه شده‌است.

## طرح

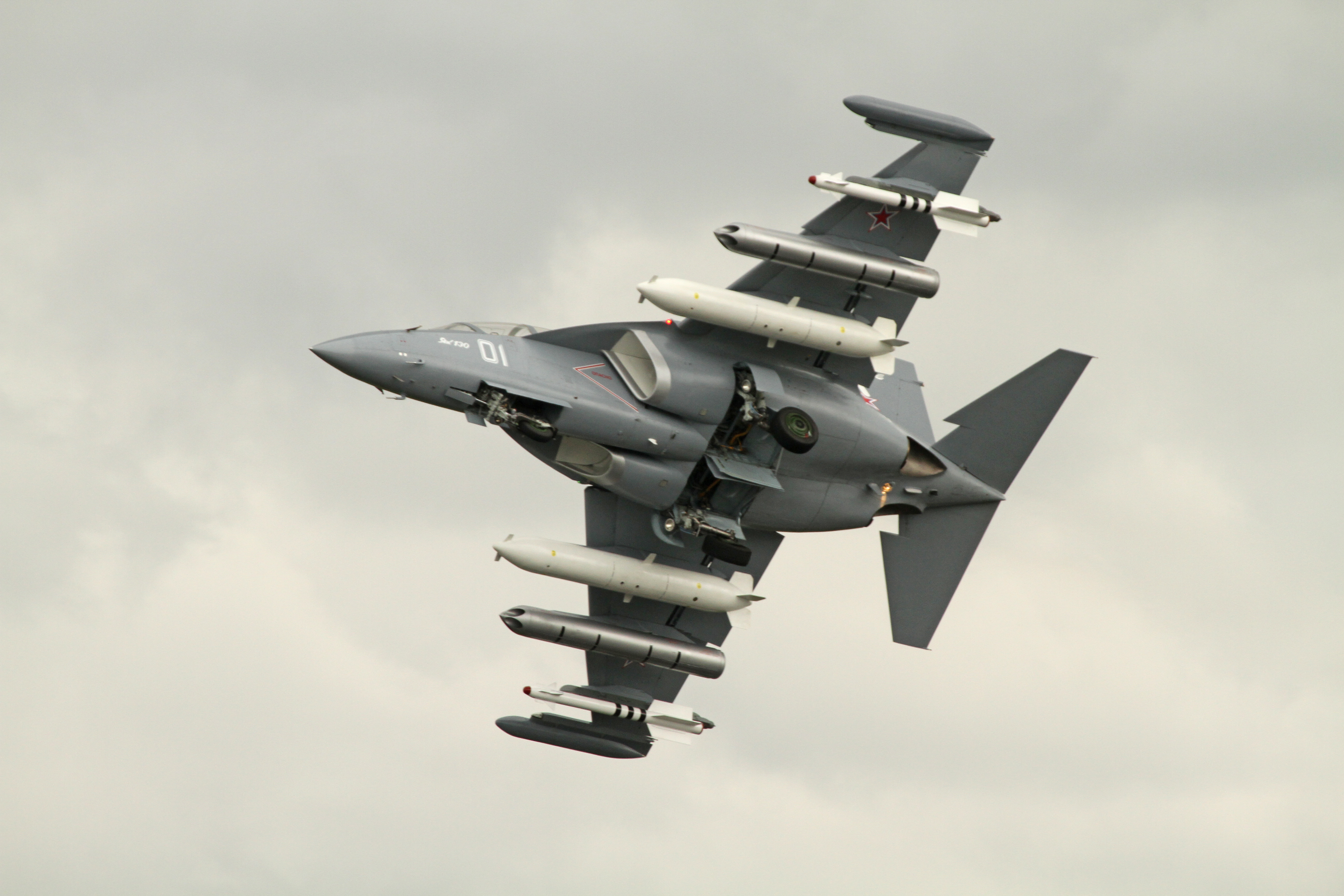
قسمت زیرین یاک-۱۳۰

یاک-۱۳۰ یک هواپیمای آموزش خلبانی پیشرفته است که می‌تواند ویژگی‌های جنگنده‌های نسل ۴ و ۵ روسی را تقلید کند. این امر از طریق استفاده از اویونیک دیجیتال معماری باز مطابق با دیتابیس ۱۵۵۳، کابین شیشه‌ای خلبان تمام دیجیتال، سیستم دیجیتال چهار کاناله هدایت پرواز برقی (FBWS) و شبیه‌سازی تعبیه شده امکان‌پذیر است. این جت همچنین دارای یک صفحه‌نمایش جلو-سری (HUD) و یک سیستم دید روی کلاه (HMSS)، با گیرنده موقعیت‌یاب جهانی دوگانه است که سیستم مرجع اینرسی (IRS) را برای ناوبری و هدف‌گیری دقیق به روز می‌کند. توسعه دهنده تخمین می‌زند که این هواپیما می‌تواند تا ۸۰ درصد از کل برنامه آموزشی پرواز خلبان را پوشش دهد.

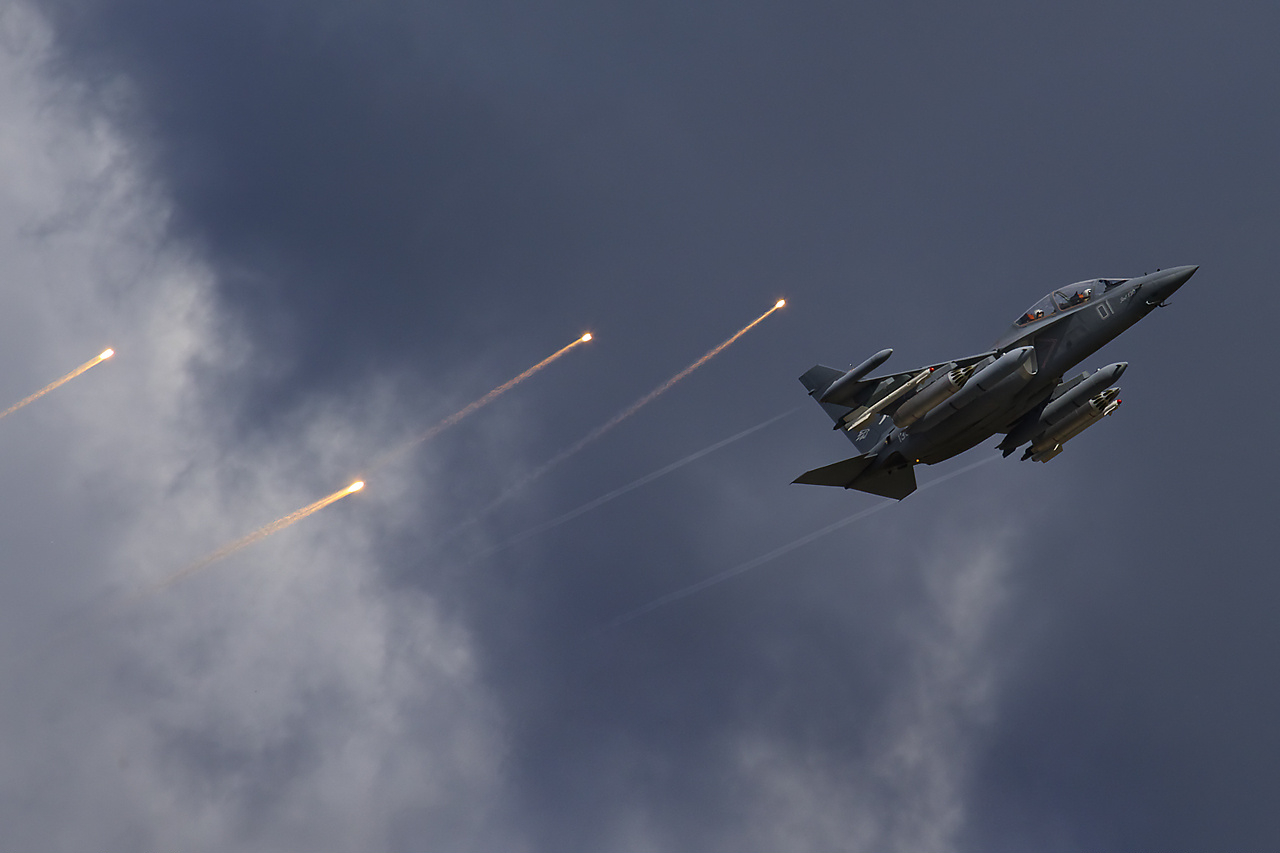
یاک-۱۳۰ در حال آزادسازی فلرها

این هواپیما علاوه بر نقش آموزشی، توانایی انجام وظایف حمله سبک و شناسایی را نیز دارد. یاک می‌تواند بار جنگی تا سقف ۳٬۰۰۰ کیلوگرم (۶٬۶۰۰ پوند) حمل کند که از انواع سلاح‌های هدایت شونده و غیر هدایت شونده، مخازن سوخت کمکی و غلاف‌های الکترونیکی تشکیل شده‌است. به گفته طراح ارشد آن کنستانتین پوپوویچ، طی مرحله آزمایشی که در دسامبر ۲۰۰۹ کارش به پایان رسید، این هواپیما با «همه سلاح‌های هوابرد تا وزن ۵۰۰ کیلوگرم که در نیروی هوایی روسیه در حال خدمت هستند» آزمایش شد. یاک-۱۳۰ دارای ۹ نقطه سخت است: دو نوک بال، شش قسمت زیر بال و یک قسمت زیر بدنه.

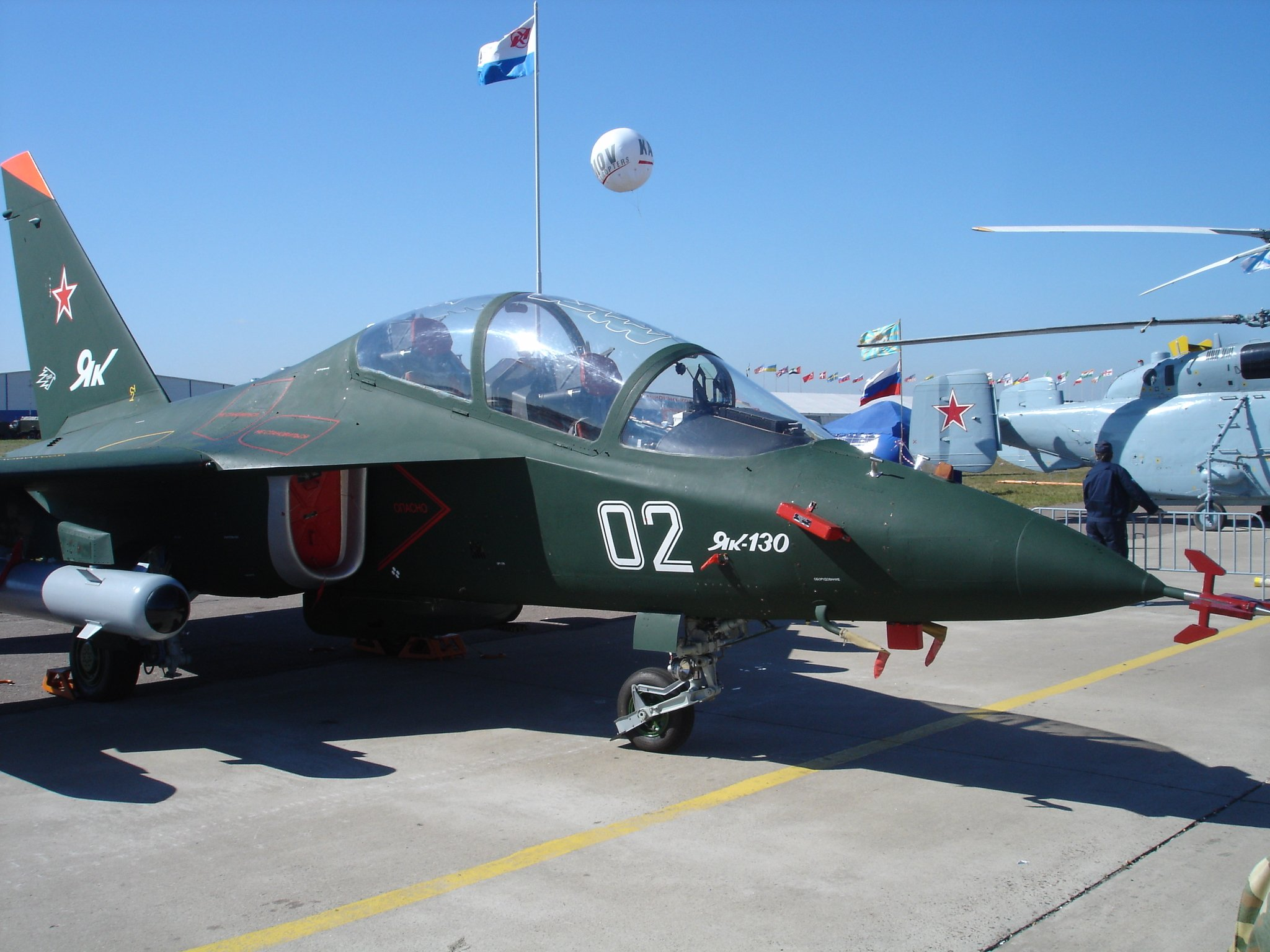
یاک-۱۳۰ در نمایشگاه هوایی MAKS 2005

موتورهای دوقلوی هواپیما در زیر ریشه‌های بال‌های کشیده نصب شده‌اند که تا جلوی شیشه پیش می‌روند. دو دستگاه کنترل موتور دیجیتال Ivchenko Progress AI-222-25 (FADEC) در مجموع ۴۹ کیلونیوتون (۱۱۰۰۰ پوند نیروی) رانش تولید می‌کنند. یک نسخه موتور ارتقا یافته "-۲۸" نیز ارائه می‌شود که نیروی رانش را به ۵۳ کیلونیوتن (۱۲٬۰۰۰ پوند-نیرو) افزایش می‌دهد. با وزن برخاست معمولی ۷٬۲۵۰ کیلوگرم (۱۵٬۹۸۰ پوند)، نسبت رانش به وزن ۰٫۷۰ با موتورهای "۲۵-" یا ۰٫۷۷ با موتورهای "۲۸-" به دست می‌آید. این عملکرد قابل مقایسه با ۰٫۶۵ برایبی‌ای‌ئی سیستمز هاوک و ۰٫۴۹ برای ال-۱۵۹ الکا است.
حداکثر ظرفیت سوخت داخلی ۱٬۷۰۰ کیلوگرم (۳٬۷۰۰ پوند) است. با افزودن دو مخزن سوخت خارجی این رقم به ۲٬۶۰۰ کیلوگرم (۵٬۷۰۰ پوند) افزایش می‌یابد. حداکثر سرعت جنگنده ۰٫۹۳ ماخ (۵۷۲ گره)، سقف پروازی ۱۲۵۰۰ متر (۴۱۰۰۰ فوت) و فاکتورهای بار از -۳ تا +۹ گرم است. سرعت برخاست و مسافت معمولی در پیکربندی «کلین» ۲۰۹ کیلومتر بر ساعت (۱۱۳ گره) و ۵۵۰ متر (۱۸۰۰ فوت) است، در حالی که شاخص‌های فرود نیز به ترتیب ۱۹۱ کیلومتر بر ساعت (۱۰۳ گره) و ۷۵۰ متر (۲٬۴۶۰ فوت) است. محدودیت باد متقاطع ۵۶ کیلومتر بر ساعت (۳۰ گره) محاسبه گردیده.
یاک-۱۳۰ مجهز به درب‌های خالی ورودی موتور با کنترل FBWS است تا از آسیب دیدن موتورهای هواپیما هنگام بلندشدن از باندهای آسفالت نشده و نوارهای چمنی جلوگیری کند.
مجموعه آموزشی رزمی یاک-۱۳۰ شامل سیستم‌های شلیک شبیه‌سازی شده و واقعی با موشک‌های هوا به هوا و هوا به سطح، پرتاب بمب، شلیک اسلحه و سیستم‌های محافظت از خود روی هواپیما است.

## سابقه عملیاتی

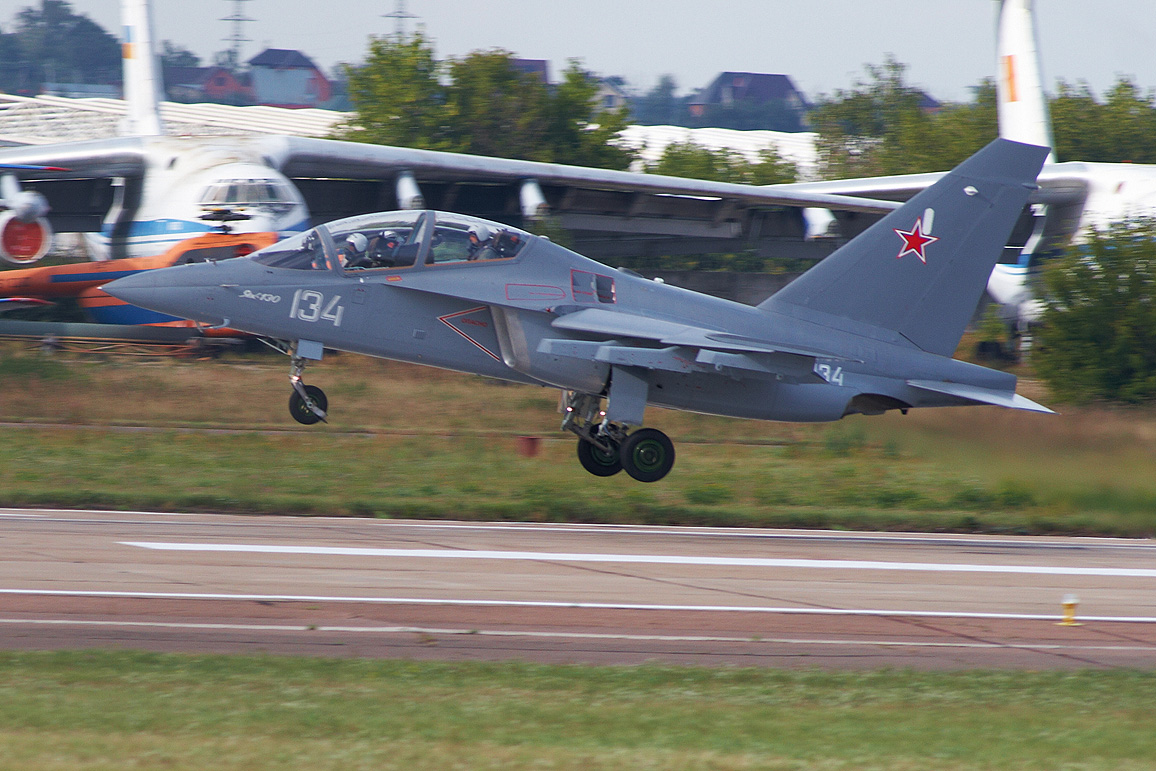
یاک ۱۳۰ در MAKS-2011

نمونه اولیه با نام طراحی یاک-۱۳۰D و نام ثبت‌شده RA-43130، اولین پرواز خود را در ۲۵ آوریل ۱۹۹۶ در ژوکوفسکی انجام داد.
در ۳۰ آوریل ۲۰۰۴، نخستین پیش‌سری یاک-۱۳۰ که در کارخانه سوکول در نیژنی نووگورود مونتاژ شد، اولین پرواز خود را انجام داد. این هواپیما برای بار اول در نمایشگاه هوایی پاریس در ژوئن ۲۰۰۵ به نمایش گذاشته شد پس از آن، سه هواپیمای پیش‌سری دیگر نیز عرضه گردید.
در دسامبر ۲۰۰۹، این هواپیما آزمایشات دولتی را به پایان رساند و برای خدمت در نیروی هوایی روسیه پذیرفته شد.
یاک-۱۳۰ از سال ۲۰۲۰ در جنگ داخلی در میانمار مورد استفاده قرار گرفته‌است. استفاده از آن پس از انتشار شواهد قابل تأیید از حملات هوایی نظامی علیه غیرنظامیان در فضای مجازی مورد انتقاد قرار گرفت.

### سوانح
- ۲۶ ژوئن ۲۰۰۶: یک نمونه اولیه یاک-۱۳۰ در منطقه ریازان سقوط کرد. هر دو خلبان به سلامت بدون صدمه به بیرون پرتاب شدند.[۲۲]
- ۲۹ مه ۲۰۱۰: یک هواپیمای یاک-۱۳۰ در پایگاه هوایی لیپتسک سقوط کرد. این حادثه در حین آزمایش رخ داده‌است. هر دو خلبان اجکت کردند. وضعیت آنها رضایت بخش بود هیچ تلفات یا جراحتی به افراد روی زمین وارد نشد.[۲۳][۲۴]
- ۱۵ آوریل ۲۰۱۴: یک یاک-۱۳۰ در منطقه آستاراخان سقوط کرد، ۲۵ کیلومتر از آختوبینسک در نزدیکی روستای باتایوکا. هر دو خلبان اجکت کردند، اما یکی از آنها، سرهنگ دوم، سرگئی سرگین کشته شد. علت حادثه نقص فنی بوده‌است. یاک-۱۳۰ متعلق به پایگاه هوایی بوریسوگلبسک بود. هیچ تلفات یا خسارتی به افراد حاضر در زمین وارد نشد.[۲۵]
- ۱۱ ژوئیه ۲۰۱۷: یک هواپیمای یاک-۱۳۰ نیروی هوایی بنگلادش در لوهاگارا در جنوب شرقی منطقه چیتاگونگ بنگلادش سقوط کرد.[۲۶] به هر دو خلبان آسیبی نرسید.[۲۷]
- ۲۷ دسامبر ۲۰۱۷: دو فروند یاکولف یاک-۱۳۰ نیروی هوایی بنگلادش در جزیره ماهشخالی در کاکس بازار به دلیل برخورد با هم در هوا سقوط کردند. گزارش رسمی حاکی از آن است که این سانحه در هنگام شکست آرایش در یک تمرین آموزشی رخ داده‌است. هر چهار خلبان نجات یافتند.[۲۸][۲۹]
- ۱۹ مه ۲۰۲۱: یک فروند یاکولف یاک-۱۳۰ نیروی هوایی بلاروس در بارانویچی سقوط کرد و خسارت جزئی به یک خانه در شهر وارد کرد. دو خلبان اجکت کردند اما جان باختند.[۳۰]
- ۱۸ فوریه ۲۰۲۲: نیروهای دفاع مردمی ضد جنتا (PDF) در میانمار ادعا کردند که به دو فروند یاک-۱۳۰ در پایگاه نیروی هوایی در هماوبی آسیب رسانده‌اند.[۳۱][۳۲]
- ۲۹ ژوئن ۲۰۲۲: گمان می‌رود یک یاک-۱۳۰ نیروی هوایی میانمار در پی اصابت پرنده آسیب دیده‌است.[۳۳]

## کاربران
الجزایر

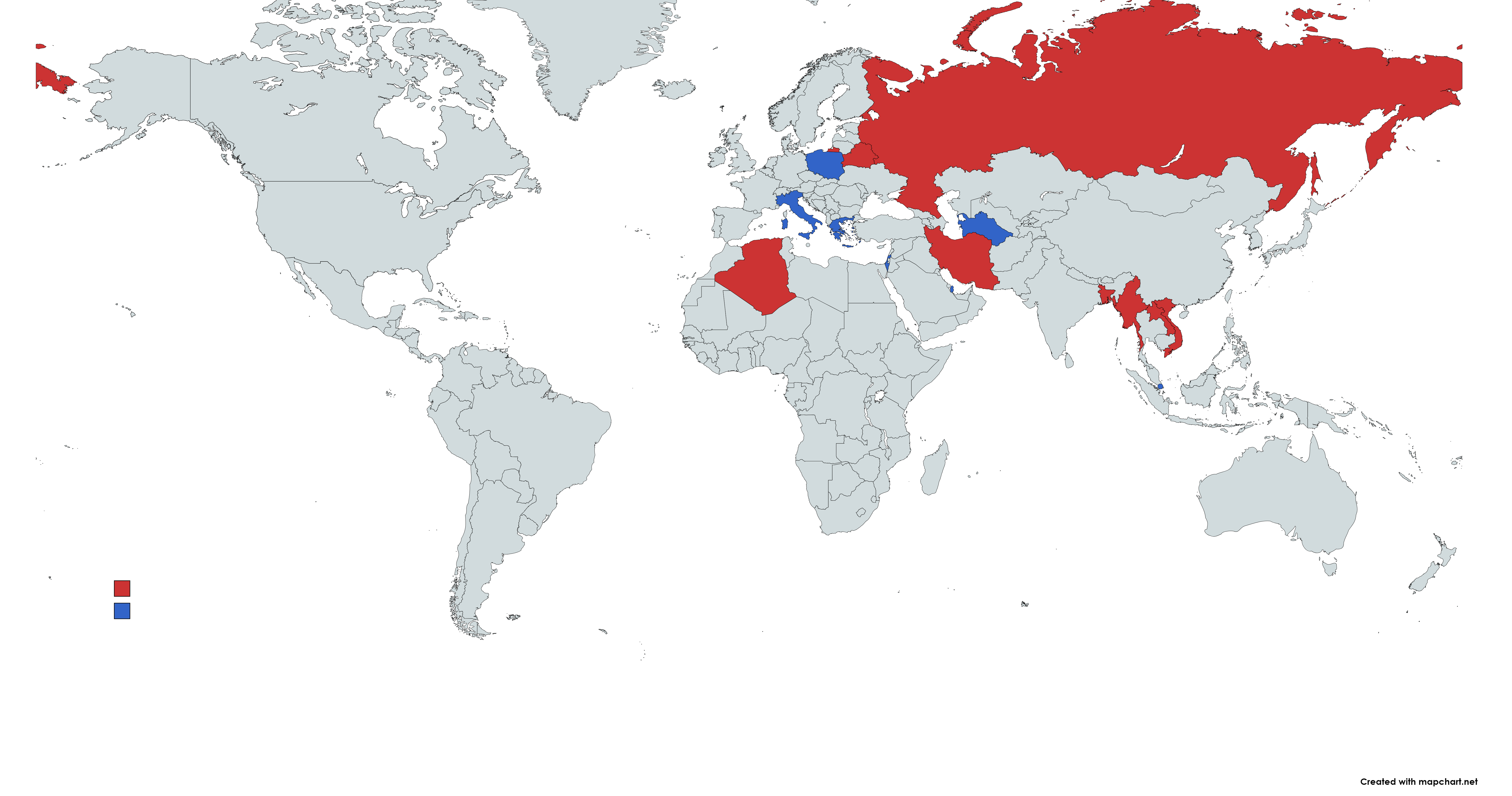
کاربران یاک-۱۳۰ (قرمز رنگ) و ام-۳۴۶ (آبی رنگ)

- نیروی هوایی الجزایر - ۱۶ فروند در خدمت[۳۴]
  - گردان ۶۲۰م آموزش پیشرفته[۳۵]

 ایران
- نیروی هوایی ارتش جمهوری اسلامی ایران - ۱۲فروند در حال خدمت. [۳۶][۳۷]
  - پایگاه هشتم شکاری اصفهان

 بلاروس
- نیروی هوایی بلاروس - ۱۱ فروند در خدمت.[۳۸] ۱ فروند هنگام پرواز آموزشی در ۲۰۲۱ از بین رفت.[۳۹]

 بنگلادش
- نیروی هوایی بنگلادش - ۱۳ فروند در خدمت.[۴۰] ۳ فروند در پروازهای آموزشی از بین رفتند.[۴۱][۴۲][۴۳]
  - گردان ۲۱م
  - گردان ۱۰۵م

 روسیه
- نیروی هوافضای روسیه - ۱۱۲+ فروند در خدمت.[۴۴][۴۵][۳۸] ۱۱۷+ فروند به‌طور پیوسته در سال‌های ۲۰۰۹–۲۰۲۳، تحویل شد و ۵ فروند آسیب دید.[۴۶]
  - هنگ آموزش هوانوردی ۱۶۰م
  - هنگ آموزش هوانوردی ۷۱۳م
  - 929th State Flight Test Centre named after V. P. Chkalov
- هوانوردی نیروی دریایی روسیه - ۱۰ فروند برای جایگزینی آئرو ال-۳۹ سفارش داده‌است.[۳۴]
  - مرکز ۸۵۹م کاربری رزمی و آموزش خدمه برای هوانوردی دریایی

 لائوس
- نیروی هوایی لائوس - ۴ فروند در خدمت. ۶ فروند سفارش داده‌است.[۴۷][۴۸]

 میانمار
- نیروی هوایی میانمار - ۱۸ فروند در خدمت.[۳۴]

 ویتنام
- نیروی هوایی خلق ویتنام - ۱۲ فروند در خدمت.[۴۹][۵۰]